# Hamerprijs
De hamerprijs of het toegeslagen bedrag is bij een veiling het bedrag waarvoor een kavel is toegeslagen aan de hoogste bieder.
Boven op de hamerprijs komen nog verschillende kosten voor rekening van de koper, zoals:
- provisie voor het veilinghuis
- belastingen
- kosten van verzending en van verzekering.

Sommige veilingen hebben geen bijkomende kosten, zoals bij executieveilingen van roerende zaken. (De kosten komen voor rekening van de executeur, bijvoorbeeld de Belastingdienst.) Als dit van toepassing is, dan zal de veilingmeester dat zeker vertellen, want dat is gunstig voor de prijsvorming.
Ook bij een veiling binnen een vereniging "voor het goede doel" zijn er vaak geen bijkomende kosten. Bijvoorbeeld de plaatselijke Carnavalsvereniging, de Kerkveiling en soortgelijken.
Ook de verkoper betaalt provisie aan het veilinghuis. Zodoende zit er een gat tussen wat de koper betaalt en wat de verkoper ontvangt.